# Cryptomeria mabillei
Cryptomeria mabillei là một loài bướm đêm trong họ Noctuidae.